# Derby Nottingham w piłce nożnej
Derby Nottingham (ang. Nottingham derby), w Anglii również Trentside derby – mecze pomiędzy dwoma klubami piłkarskimi z Nottingham – Nottingham Forest i Notts County. Są to jedne z najstarszych derbów piłkarskich na świecie.
W latach sześćdziesiątych XIX wieku rozegrano kilka spotkań towarzyskich, jednak pierwszy oficjalny mecz pomiędzy obydwoma zespołami odbył się 16 listopada 1878. Pierwszy mecz ligowy miał miejsce 8 października 1892.
Obydwa zespoły zagrały ze sobą 94 razy, Forest wygrał 39 meczów, County 30, 25 razy padał wynik remisowy. Ostatnie Trentside Derby odbyły się 9 sierpnia 2011 i był to mecz w ramach rozgrywek o Puchar Ligi; na City Ground w obecności 21 605 widzów Forest wygrał po rzutach karnych.